# Lasse Beischer
Lars Henrik (Lasse) Beischer, ursprungligen Carlsson, född 26 maj 1964 i Varberg, är en svensk skådespelare.
Han har bland annat medverkat i ett flertal barnprogram i TV, exempelvis Tippen, där han bildade par med Morgan Alling.
Beischer har tidigare varit engagerad på Teater Halland, men är numera medlem av teatergruppen 1 2 3 Schtunk. Han bor i Göteborg tillsammans med Josefine Andersson (som också ingår i 1 2 3 Schtunk).

## Medverkan i TV-program
- Tippen
- Opp å hoppa
- Häng mé
- Lasses och Morgans sopshow
- Lucköppningen i Mysteriet på Greveholm
- Fritt fall
- Upp till bevis
- Sketcher för Gomorron Sverige[särskiljning behövs]
- Salve
- Prat i kvadrat
- Badeboda Bo

## Filmroller
- Den 5:e kvinnan, 2002, Johan Ekberg
- Populärmusik från Vittula, 2004, Matti 40 år

## Teater

### Roller (ej komplett)
| År   | Roll        | Produktion                                            | Regi            | Teater                       |
| ---- | ----------- | ----------------------------------------------------- | --------------- | ---------------------------- |
| 2004 | Estragon    | I väntan på Godot (En attendant Godot) Samuel Beckett | Stefan Ridell   | Teater Halland               |
| 2007 |             | Lilla livet Sofia Fredén                              | Alexander Öberg | Göteborgs stadsteater        |
| 2016 | Medverkande | Macken, TV-serien på scen Claes Eriksson              | Claes Eriksson  | Lorensbergsteatern           |
| 2018 | Medverkande | Macken, TV-serien på scen Claes Eriksson              | Claes Eriksson  | Cirkus, Stockholm (Gästspel) |

### Regi
| År   | Produktion               | Upphovsmän     | Teater |
| ---- | ------------------------ | -------------- | ------ |
| 2002 | Im och hans vän Per Fekt | Bengt Dahlberg | Turné  |

### Fotnoter
1. ↑  https://www.ratsit.se/19640526-Lars_Henrik_Beischer_Goteborg/dpnKd8FdqoELRBkiixKe2rgIpmgav-7lavSjBqLRY-QLasse Beischer
2. ↑  ”Lasse Beischer - SFdb”. https://www.svenskfilmdatabas.se/sv/item/?type=person&itemid=324765. Läst 29 september 2012.
3. ↑  ”Tippen - Morgan och Lasse är hungriga”. https://www.oppetarkiv.se/video/8945056/tippen. Läst 6 januari 2019.
4. 1 2  ”Om oss | 123 Schtunk”. http://www.schtunk.se/om-oss/. Läst 6 januari 2019.
5. ↑  Pia Huss (29 december 2004). ”Blixtrande bra början övergår i lång väntan”. Dagens Nyheter. https://www.dn.se/arkiv/kultur/blixtrande-bra-borjan-overgar-i-lang-vantan/. Läst 1 april 2018.
6. ↑  ”Macken”. Lorensbergsteatern. Arkiverad från originalet den 29 oktober 2016. https://web.archive.org/web/20161029174919/http://www.lorensbergsteatern.se/arrangemang/macken-tv-serien-p%C3%A5-scen. Läst 29 oktober 2016.
7. ↑  Ylva Lagercrantz (12 februari 2002). ”Ordlek för sjuåringar”. Nummer. http://nummer.se/ordlek-for-sjuaringar/. Läst 22 maj 2021.